# Edward Singleton Holden
Edward Singleton Holden (Saint Louis, Missouri, 5 de novembre de 1846 – Nova York, 16 de març de 1914) fou un astrònom estatunidenc. El seu cosí George Phillips Bond fou director del Harvard College Observatory.
El 1870 ingressà a l'Acadèmia Militar dels Estats Units. El 1873 exercí com a professor de matemàtiques a l'Observatori Naval dels Estats Units, on generà una favorable impressió a Simon Newcomb. Fou director de l'Observatori de Washburn de la Universitat de Wisconsin-Madison entre el 1881 i 1885. Fou escollit membre de l'Acadèmia Nacional de Ciències dels Estats Units el 1885.
El 28 d'agost de 1877, pocs dies després que Asaph Hall descobrís les llunes marcianes Deimos i Fobos, Holden va dir haver trobat un tercer satèl·lit, però anàlisis posteriors mostraren errors en les observacions en les quals es basà. A més d'aquest descobriment errat, Holden descobrí un total de 22 objectes NGC durant la seva tasca en l'observatori de Washburn.
Fou president de la Universitat de Califòrnia entre el 1885 i 1888, i el primer director de l'Observatori Lick entre el 1888 i 1897. Posteriorment, el 1901, assumí com a bibliotecari de l'Acadèmia Militar dels Estats Units de West Point, càrrec que ocupà fins a la seva mort.
Va escriure diversos lliures, incloent-hi texts de ciència per a nens, com per exemple Real Things in Nature. A Reading Book of Science for American Boys and Girls ("Coses reals en la natura. Text de lectures de ciència per a nens i nenes estatunidencs") publicat el 1916.